# Participación política
La participación política es el conjunto de acciones llevadas a cabo por los ciudadanos que no están necesariamente involucrados en la política de forma directa, y cuya acción pretende influir en el proceso político y en el resultado del mismo. En otras palabras, la participación política describe actividades directas o indirectas que realizan los ciudadanos para influir en las decisiones o en la elección de los gobernantes y se puede llevar a cabo de forma convencional (por ejemplo la participación electoral y el activismo partidario) o de forma no convencional (como las actividades de protesta y el contacto con las autoridades). Para comprender la idea de participación política, primero se ha de plantear el concepto de política, que para este caso, se podría describir como el mecanismo social de resolución de conflictos entre colectivos con intereses diferentes, donde un mayor grado de complejidad social acarrearía un número mayor de intereses distintos. Partiendo de esta explicación, el político sería el individuo encargado de llevar a cabo acuerdos entre intereses confrontados con el fin de encontrar una solución común a todos ellos, o en su defecto, buscar una forma de que estos no perjudiquen al orden y al sistema político. 
El político, por tanto, es aquel que resuelve los conflictos mediante el manejo de voluntades para lograr o alcanzar un bien común para todos. Dentro de este contexto, la participación política y la participación ciudadana se encuentran relacionadas. Vinculado a la participación ciudadana está el compromiso que consiste en trabajar para promover la calidad de vida de la comunidad mediante procesos políticos y no políticos e involucra el desarrollo de conocimientos como los derechos y obligaciones de los ciudadanos, habilidades para comunicar y difundir opiniones, valores como la responsabilidad y compromiso y en conjunto con la motivación hacer esta diferencia.

## Definición
Atendiendo al primer esbozo del término participación política, este se refiere a cualquier acción de los ciudadanos dirigida a influir en el proceso político y en las decisiones y resultados emanados de él. Comprende, a su vez, todas las acciones colectivas o individuales, ya sean legales o ilegales, apoyando o presionando al orden establecido y mediante las que una o varias personas intentan incidir en las decisiones acerca del tipo de gobierno que debe regir su sociedad, en la manera cómo se dirige al  Estado en dicho país, o en las decisiones que toman desde el gobierno y que afectan a la comunidad o a sus miembros. Razones por las cuales, la participación en el ámbito político puede concebirse como un modelo que implica, en un rango más amplio, la interacción de los ciudadanos en el control y la ejecución de las políticas públicas.
Estas acciones pueden orientarse a la elección de los cargos públicos; a la formulación, elaboración y aplicación de políticas públicas que estos llevan a cabo; o a la acción de otros actores políticos relevantes. La participación política requiere, por tanto, de un comportamiento observable llevado a cabo en un ámbito público o colectivo por parte de un ciudadano para poder ser considerado como tal. Esta definición incluye, por ejemplo como lo siguiente:
- Acciones dirigidas a la composición de cargos representativos.
- Acciones dirigidas a influir en las actitudes de los políticos
- Acciones dirigidas a otros irrelevantes políticamente (empresas, ONG) —por ejemplo, boicot a productos—)
- Actos a favor o en contra de medidas tomadas (manifestaciones)
- Participación en asociaciones de carácter político (partidos políticos, sindicatos)

## Agentes de la participación política

### Los participantes
Al hablar acerca de los grupos de personas que participan políticamente se establecen, fundamentalmente, dos sistemas de clasificación, dependiendo de si atienden al nivel o al tipo de participación:
En función del nivel de participación, se puede dividir a su vez en:
1. Apáticos: aquellos que no ejercían su derecho al voto.
2. Espectadores: los que solo se limitaban a votar.
3. Gladiadores: los que tomaban parte de forma activa en la campaña electoral, así como en las demás actividades implicadas.

En función del tipo de participación pudiendo subdividirse en:
1. Inactivos: tratándose de individuos que no ejercen ningún tipo de participación.
2. Conformistas: siendo éstos aquellos que solo participan de vez en cuando.
3. Contestatarios: refiriéndose a los grupos de personas que se movilizan de forma directa.
4. Reformistas: los grupos de personas que se movilizan de forma institucional.
5. Activistas: que se movilizan tanto de forma directa como institucional.

No obstante, no se puede desvincular esta clasificación por el nivel y el tipo de participación de cada individuo o de los colectivos de los factores o los motivos que empujan a la toma de ese movimiento y, por consiguiente, del inicio de la participación política.

### Motivos de la participación política
En cada colectivo y circunstancias particulares hay una serie de factores que intervienen para el desarrollo de un tipo de participación u otra, sin embargo hay puntos dentro de estos factores que resultan relevantes para la ciencia política en cuanto a que ciertos de estos aspectos pueden alentar o no la participación ciudadana (por ejemplo, la participación ciudadana en adultos jóvenes es poca, pues uno de los factores que influyen en su participación son los incentivos materiales de manera instantánea). Estos, se den en un país o en forma varios de manera simultánea o comparada, pueden dar pistas para la identificación de las diferencias en los niveles de participación entre grupos sociales o países distintos, pudiendo así incluir modelos que expliquen las variables que conforman estas diferencias. Unos datos que proporcionan más detalles acerca de los niveles de alta o baja participación atendiendo a grupos determinados dentro de las sociedades o países, pudiendo ser usados por los agentes gubernamentales para implementar medidas legislativas que faciliten o mejoren los sistemas de participación más habituales, como por ejemplo las votaciones. No obstante, esta práctica no sólo aporta beneficios para la organización política, sino que, al igual que se pueden aprobar medidas para facilitar las vías de participación política y ciudadana, la información recogida puede ser usada de la misma manera para hacer más difícil la comunicación entre participantes políticos y el aparato de gobierno instalado, limitando así las libertades de todos los ciudadanos. De esta forma, las referencias recogidas de los niveles participativos proporcionan datos que son la base de los análisis que contribuyen, tanto a la mejora como al empeoramiento de los sistemas políticos vigentes en la actualidad o en el pasado, aunque siempre ayudando a que haya una mayor comprensión de cómo funcionan. Los estudios realizados hasta la fecha, han dividido los factores influyentes en el nivel de participación en dos clases: individuales e institucionales.
En primer lugar, mediante el análisis de los datos a los que se tiene acceso, se busca averiguar si hay características de carácter individual o características sociológicas y psicológicas que estén asociadas con los niveles de participación. Se refieren a una serie de recursos individuales, como son la edad, el nivel educativo, los ingresos, el tiempo disponible, etc. que pueden condicionar por qué las personas se mueven y el momento en el que deciden hacerlo. Los resultados obtenidos indicaron que los más activos eran los adultos, situándose por encima de los jóvenes y ancianos. En cuando a la diferenciación por sexos, los hombres, tendían a ser más participativos que las mujeres y en cuanto a los recursos socioeconómicos, aquellos con un mayor nivel de los mismos se movilizaban más que aquellos con un nivel inferior. Sin embargo, el factor más importante y determinante en todos los campos anteriores es la educación recibida, siendo las personas con un mayor nivel de educación formal las que presentaban mayores niveles de participación política. En cuanto al grado de motivación personal de cada individuo, este venía muy relacionado con las redes sociales y a la pertenencia a los grupos y organizaciones de carácter político. Tratándose de organizaciones de reivindicación, movilización, cohesionadas y proyectados hacia los objetivos y cambios a conseguir. Esto se debía al interés que las personas integrantes de estos colectivos mostraban en la política, y que encontraban reforzado en un ambiente en el que el resto de miembros compartía sus aspiraciones y metas. Estos grupos fomentaban la integración de los componentes del grupo, creando una identidad política común, manteniendo a la comunidad activa y comprometida entre sí y con su fin.
En segundo lugar, los aspectos institucionales tienen características propias del sistema político en el que se encuentran así como del sistema judicial que lo rige. Dentro de las facultades que otorga el sistema jurídico están las competencias y detalles del sistema electoral, entre las que se encuentran el tipo de sistema del que se trata (como si es proporcional o no, habiéndose demostrado que los sistemas proporcionales provocan mayor participación que los mayoritarios, donde los votantes tienden a sentir que con los sistemas mayoritarios, su voto no se ve reflejado en los representantes electos, por lo que optan por no votar), la obligatoriedad del voto, los derechos y facilidades del elector, el registro electoral, etc. todos ellos aspectos que dependiendo de su organización tienen la capacidad de alterar los niveles de participación política. Si a esto se unen los esfuerzos que hacen los partidos políticos y otras grandes organizaciones sociales de influencia, entran en juego los distintos clivajes que se dan dentro de la ciencia política. Todos estos aspectos están estrechamente vinculados con la evolución que a lo largo del proceso histórico, que ha llevado a un sistema político con unas normas e instituciones. Son esas normas las que organizan los conflictos intentando que las decisiones lleguen a vincular al número mayor de personas posible. Sin embargo, si estos sistemas no solucionan los problemas de la gente, pierden legitimidad ante el público general.

## Democracia y mecanismos de participación
Ante el concepto de democracia, encontramos dos teorías normativas y dos enfoques distintos que atienden a la relación de la participación ciudadana con ella. Por una parte encontraríamos una que afirma que a mayor participación, habría mayor democracia y otra que afirma todo lo contrario.
Según la primera, apoyada en la llamada escuela elitista de la democracia, surgida a mediados del siglo XX, las élites democráticas tendrían una mayor autonomía y libertad con poca participación política. Ya que esto propiciaría una democracia más estable, dado que las élites, que controlarían el sistema político, serían las únicas con la cultura política y la verdadera vocación democrática necesarias como para guiar una auténtica democracia. En este sentido, altos niveles de participación de las masas, podrían desequilibrar ese sistema político, acabando con el objetivo de alcanzar el mayor grado de bienestar posible para todos.
Por otra parte, la escuela de la democracia participativa, defendía, siguiendo la idea de Rousseau, que para proseguir en el camino de la democratización, se debían potenciar mecanismos de participación política, que facilitaran el poder y el control ejercido por la ciudadanía sobre los que gobernaban, así como la potenciación de vías de comunicación entre unos y otros, algo más sencillo de llevar a cabo hoy en día dadas las infraestructuras tecnológicas existentes.
Atendiendo a la última teoría, dentro de los modelos de participación política brindados, aparece un comportamiento de participación en la que ésta puede ser de carácter representativo o directo.
1. Participación representativa: se plantea a través de la elección de unos individuos (representantes) que toman un lugar privilegiado a modo de delegados del colectivo, transmitiendo los intereses de los demás a los órganos del sistema político. Así los ciudadanos influencian a sus representantes más lejanos, pero no participan de forma directa en las decisiones ni en la política diaria.
2. Participación directa: se involucra a la ciudadanía en la toma de decisiones. Si la democracia representativa no consigue las soluciones de los problemas de la sociedad, en ocasiones se aboga por una intervención directa de la población, en la que ésta tendría una participación continua en la toma de decisiones diarias, decidiendo en su conjunto.

Una vez que se ha respondido al modo en el que se va a ejercer la participación política. Esta puede hacerse, como se ha introducido previamente, mediante el voto, campañas de concienciación o de protesta, influyendo en las decisiones de consumo de un colectivo, contactando con los medios de masas o con los representantes de los partidos políticos.
Si bien los principales y más conocidos métodos de participación política son los siguientes:
- El voto: como agente físico más sencillo y básico dentro de la de toma de decisiones en el aparato político.
- La participación en campañas electorales de forma activa.
- La participación en organizaciones políticas, como son los partidos políticos.
- La búsqueda de contacto directo con los políticos, que como representantes del pueblo y la ciudadanía tienen el deber de atender a las demandas del mismo, junto con la puesta en contacto con los medios de comunicación, usados con el objetivo de difundir y dar a conocer mensajes a un sector más amplio de la población, que no necesariamente participa en la política.
- Protesta política, con movilizaciones populares que intenten transmitir los intereses de la población a sus representantes.

Existen otras formas directas de participación, que son igualmente mecanismos de opinión y de elección pública:
- Iniciativa popular: Es un derecho que se le otorga a la ciudadanía para que presente proyectos de ley y normas ante la corporación pública respectiva.
- Referéndum: Es la consulta que se le hace al pueblo o que un pueblo exige, para que se apruebe o se rechace un proyecto de norma jurídica o para que se derogue o no una norma ya existente.
- Consulta popular: Es un mecanismo a través del cual, una pregunta de carácter general es sometida por el Presidente, Gobernador, Alcalde, según el caso, también a considerar del pueblo, para que este se pronuncie formalmente al respecto. La pregunta puede tratar sobre un asunto de trascendencia nacional, departamental, municipal, distrital o local.
- Cabildo abierto: Es una reunión pública de los consejos distritales, municipales o de juntas administradoras locales en la que los habitantes pueden participar directamente con el fin de discutir asuntos de interés para la comunidad.
- Revocatoria del mandato: Es el derecho político por el cual, los ciudadanos dan por terminado el mandato que le ha conferido a un cargo público electo.[14]